# Kościół św. Jana Chrzciciela w Łodzi
Kościół świętego Jana Chrzciciela w Łodzi – rzymskokatolicki kościół parafialny należący do parafii pod tym samym wezwaniem (dekanat Łódź-Teofilów-Żubardź archidiecezji łódzkiej).
Jest to świątynia wzniesiona w latach 1927-1931 i zaprojektowana przez architekta Józefa Kabana, w stylu eklektycznym, plac pod budowę kościoła został ofiarowany przez Jana Skalskiego, mieszkańca Nowego Złotna. Budowla powstała z dobrowolnych ofiar parafian. Kościół został poświęcony w dniu 30 listopada 1931 roku przez biskupa Wincentego Tymienieckiego. Obecnie świątynia jest w trakcie rozbudowy.